# Riniken
Riniken is een gemeente en plaats in het Zwitserse kanton Aargau en maakt deel uit van het district Brugg.
Riniken telt 1.477 inwoners.